# Estados Federados da Micronésia nos Jogos Olímpicos de Verão de 2000
Os Estados Federados da Micronésia participaram nos Jogos Olímpicos de Verão de 2000 em Sydney, Austrália.